# Mike McCready
Michael "Mike" McCready (Pensacola, Florida, 1966. április 5. –) az amerikai Pearl Jam szólógitárosa, és Jeff Ament-tel, valamint Stone Gossard-dal a rockegyüttes alapító tagja.

## Korai évek
Mike McCready a floridai Pensacolában született, de családja nem sokkal a születése után Seattle-be költözött. Gyerekkorában otthon a szülei Jimi Hendrix és Santana lemezeket hallgattak otthon, míg a barátai által olyan együttesekkel ismerkedhetett meg, mint a KISS vagy az Aerosmith; és bongó dobon akart játszani. 11 éves korában azonban megkapta élete első gitárját, és elkezdett leckéket venni.
Nyolcadikos korában első bandájában, a Warriors-ban kezdett játszani, melynek nevét Shadow-ra változtatták. Az eredetileg a középiskola közönségének feldolgozásokat játszó banda később saját dalokat kezdett írni. A középiskola után a Shadow majdnem lemezszerződést kapott Los Angelesben, de McCready szavaival:
„Néhány csaposnak játszottunk ott, és habár maga a helyszín rossz volt, a fellépés jó tapasztalat volt. Igazából nem voltunk túl jó banda, és ezt nem realizáltuk addig, míg oda nem kerültünk. Azt hiszem, elfelejtettük az egész lényegét, elrontottuk, így visszamentünk Seattle-be.”

## Pearl Jam
A Shadow nem sokkal ezután fel is oszlott, és McCready egyáltalán nem is gitározott utána egy ideig. Ám Stevie Ray Vaughan inspiráló hatására újra gitárt ragadott, és a Love Chile nevű bandában folytatta. Egy barátjuk, Stone Gossard hallotta a zenéjüket, főleg McCready játéka fogta meg, így felajánlotta, hogy csatlakozzon hozzá és a szintén ex-Mother Love Bone-tag Jeff Ament-hez, hogy egy új együttest alapíthassanak. A dobos Dave Krusen és az énekes Eddie Vedder érkezése után a csapat létrehozta a Pearl Jam nevű grunge bandát.
Ebben az időszakban volt, hogy McCready központi szerepet kapott a Temple of the Dog projektben is, amely a Soundgarden és a Pearl Jam tagjaiból állt. A Temple of the Dog album felvétele volt Mike első stúdiós tapasztalata, amin a Reach Down című dalban egy négyperces szólót játszik. A dobos Matt Cameron elmondása szerint Mike fejhallgatója a szóló felénél leesett a fejéről, és a végét úgy játszotta fel, hogy nem hallotta a háttérzenét. McCready azóta is a legjobb teljesítményének tartja ezt a számot.
1991 végén a Pearl Jam az egyik legfontosabb modern rockbandájává vált a Ten album megjelenésével. Mike sokat szólózott, és blues-os beütést adott zenéjüknek (ez Stevie Ray Vaughan hatása). McCready gitárjátéka általában agresszív blues-os stílusú, és soha nem játssza kétszer ugyanazt a szólót. Az élőben játszott dalok sokszor nagyon különböznek az albumon hallható verziótól a rögtönzött előadás miatt, és előfordul, hogy Mike hosszú improvizációkkal örvendezteti meg a közönséget. Nagyon energikus a koncertek alatt, fel-alá fut, ugrál a színpadon, a közönségnek játszik, közéjük dobálja a pengetőit, és gyakran a feje mögé rakja a gitárját szólózás közben.
A 2006-os Pearl Jam című album megjelenése után a Rolling Stone magazin szerkesztője,  David Fricke azt írta a lemez kritikájában, hogy "rendesen eltolta", mikor a 2003-as "Minden idők 100 legjobb gitárosa" listáról kihagyta McCready-t, és a ritmusgitáros Stone Gossard-ot is.
2007-ben az Alive és a Yellow Ledbetter gitárszólóival bekerült a Guitar World zenei szaklap "A 100 legjobb gitárszóló" listájára.

## Drogfüggőség
Két olyan időszaka volt élete során, mikor függőséggel kellett küszködnie. Az első a '90-es évek elején volt, mikor drog- és alkoholfüggőségét kellett legyőznie:
"Mikor valaki körül nagy felhajtás kerekedik, elveszíti az eszét… Egyszer tiszta voltam, máskor visszaestem, mint a legtöbb függő. A Kurt Cobain-ügy után kerültem teljesen a padlóra. Az mindenkit nagyon lesújtott. Mert hogy juthatunk a depressziónak olyan mély fokára, hogy az öngyilkosság legyen az egyetlen kiút? Sokat beszéltünk erről a többiekkel, akik figyelmeztettek, hogy 'Hé, Mike, kezded elveszíteni a talajt a talpad alól'. De mi mind nagyon jó barátok vagyunk, szeretjük egymást, és szerintem azt gondolták, meg fogok halni, ha így folytatom, de semmilyen lépést nem tettek azért, hogy kirakjanak a bandából, amit alig hiszek el, hiszen annyiszor voltam elviselhetetlen. Részeg voltam, seggfejként viselkedtem, és ők aggódtak miattam."
A második függési periódus a Binaural felvételi munkálatai alatt volt, 2000-ben:
"Személyes problémákon mentem keresztül. A saját saram volt, nekem kellett elintézni. Nehéz időszak volt. Kivoltam. Ez okozta, hogy orvosokkal felirattatható drogokhoz nyúltam. Fájdalomcsillapításra használtam őket."
A Habit és a Save You című Pearl Jam-dalok Mike függőség elleni harcáról szólnak.

## Egyéb munkássága
A Vitalogy munkálatai alatt elvonóra ment Minneapolis-ba, ahol egy "side-band"-et alapított, a The Gacy Buch-ot, az Alice In Chains énekesével, Layne Staley-vel. Néhány show után a nevüket Mad Season-re változtatták. Az Above című albumot 1995-ben adták ki.
Egy másik "side-band"-ben, a The Rockfords-ban is játszik, amely a nevét McCready egyik kedvenc TV-s műsoráról, a "The Rockford Files"-ról kapta. A bandában Mike gyerekkori barátaival a Shadow-ból, és a Goodness énekesével, Carrie Akre-vel zenél együtt. Az együttes nevét viselő első lemezük 2000-ben jelent meg.

## Magánélet
McCready 2005 májusában házasodott össze Ashley O'Connor-ral Maui-n, nem rendeztek nagy esküvőt. Kislányuk, Kaia 2007. április 12-én született meg. A kis család jelenleg Seattle-ben él.
Mike születésnapja, április 5. egybeesik Kurt Cobain és Layne Staley halálának napjával.
McCready Crohn-betegségben szenved, és sokat dolgozik a betegség ismertebbé tételén.

## Diszkográfia
| Év   | Együttes                                                             | Album cím | Kiadó                       | Játszott számok                                                                    |
| 1991 | Temple of the Dog                                                    | Temple of the Dog                                                                                              | A&M                         | Mind                                                                               |
| 1991 | Pearl Jam                                                            | Ten | Epic                        | Mind, kivéve "Jeremy"                                                              |
| 1992 | Pearl Jam                                                            | Stanley, Son of Theodore: Yet Another Alternative Music Sampler                                                | Epic/Columbia               | "Alive" (Live)                                                                     |
| 1992 | Pearl Jam                                                            | Facérok filmzene                                                                                               | Epic                        | "Breath" és "State of Love and Trust"                                              |
| 1993 | Pearl Jam                                                            | Sweet Relief: A Benefit for Victoria Williams                                                                  | Thirsty Ear/Chaos           | "Crazy Mary"                                                                       |
| 1993 | Eddie Vedder és Mike McCready                                        | 30th Anniversary Concert Celebration: Bob Dylan Tribute                                                        | Sony                        | "Masters of War" (Live)                                                            |
| 1993 | Pearl Jam                                                            | In Defense of Animals                                                                                          | Restless                    | "Porch"                                                                            |
| 1993 | Pearl Jam                                                            | Vs. | Epic                        | Mind                                                                               |
| 1993 | M.A.C.C. (Mike McCready, Jeff Ament, Matt Cameron, és Chris Cornell) | Stone Free: A Tribute to Jimi Hendrix                                                                          | Reprise/Warner              | "Hey Baby (Land Of The New Rising Sun)"                                            |
| 1994 | Pearl Jam                                                            | Vitalogy | Epic                        | Mind, kivéve "Bugs" és "Hey Foxymophandlemama, That's Me"                          |
| 1995 | Mad Season                                                           | Above | Columbia                    | Mind                                                                               |
| 1995 | Pearl Jam                                                            | Egy kosaras naplója filmzene                                                                                   | Island Records              | "Catholic Boy" (Jim Carroll-lal és Chris Friellel)                                 |
| 1995 | Neil Young                                                           | Mirror Ball | Reprise Records             | Mind                                                                               |
| 1995 | Mad Season                                                           | Working Class Hero: A Tribute to John Lennon                                                                   | Hollywood Records           | "I Don't Wanna Be A Soldier"                                                       |
| 1996 | Mad Season                                                           | Bite Back: Live At Crocodile Cafe                                                                              | PopLlama                    | "River of Deceit" (Live)                                                           |
| 1996 | Pearl Jam                                                            | Home Alive: The Art of Self Defense                                                                            | Epic                        | "Leaving Here"                                                                     |
| 1996 | $10,000 Gold Chain                                                   | Kábelbarát filmzene                                                                                            | Sony                        | "Oh! Sweet Nuthin'"                                                                |
| 1996 | Screaming Trees                                                      | Dust | Epic                        | "Dying Days"                                                                       |
| 1996 | Pearl Jam                                                            | M.O.M., Vol. 1: Music for Our Mother Ocean                                                                     | Interscope Records          | "Gremmie Out of Control"                                                           |
| 1996 | Pearl Jam                                                            | No Code | Epic Records                | Mind                                                                               |
| 1996 | Pearl Jam                                                            | Hype! filmzene                                                                                                 | Sub Pop                     | "Not For You" (Élő felvétel a Self-Pollution Radio-ból)                            |
| 1997 | Goodness Mike McCready-vel (Petster néven)                           | Schoolhouse Rock!                                                                                              | Rhino Entertainment/Warner  | "Electricity, Electricity"                                                         |
| 1997 | Tuatara                                                              | Breaking the Ethers                                                                                            | Epic                        | "The Getaway"                                                                      |
| 1997 | Mark Eitzel                                                          | West | Warner Bros.                | "Fresh Screwdriver"                                                                |
| 1997 | The Minus 5                                                          | The Lonesome Death of Buck McCoy                                                                               | Hollywood Records           | Néhány                                                                             |
| 1997 | Brad                                                                 | Interiors | Sony                        | "The Day Brings"                                                                   |
| 1997 | Eddie Vedder és Mike McCready                                        | Tibetan Freedom Concert                                                                                        | Capitol Records             | "Yellow Ledbetter" (Live)                                                          |
| 1997 | Pearl Jam                                                            | The Bridge School Concerts, Vol. 1                                                                             | Reprise                     | "Nothingman" (Live)                                                                |
| 1998 | Pearl Jam                                                            | Yield | Epic                        | Mind, kivéve "●"                                                                   |
| 1998 | Pearl Jam                                                            | Chicago Cab Filmzene                                                                                           | Loose Groove                | "Who You Are" és "Hard To Imagine"                                                 |
| 1998 | Pearl Jam                                                            | Live on Two Legs                                                                                               | Epic                        | Mind                                                                               |
| 1999 | Pearl Jam                                                            | No Boundaries: A Benefit for the Kosovar Refugees                                                              | Epic]                       | "Last Kiss" és "Soldier of Love"                                                   |
| 1999 | Pearl Jam                                                            | M.O.M., Vol. 3: Music for Our Mother Ocean                                                                     | Hollywood Records           | "Whale Song"                                                                       |
| 1999 | Pearl Jam                                                            | Movie Music: The Definitive Performances (A Sony Music 100 Years: Soundtrack for a Century boxszett része is.) | Columbia /Epic/ Legacy      | "State of Love and Trust"                                                          |
| 1999 | Pearl Jam                                                            | Rock: Train Kept a Rollin' (A Sony Music 100 Years: Soundtrack for a Century boxszett része is.)               | Sony                        | "Black"                                                                            |
| 2000 | Pearl Jam                                                            | Wild and Wooly: The Northwest Rock Collection                                                                  | Sub Pop                     | "Even Flow" (Live)                                                                 |
| 2000 | The Rockfords                                                        | Down to You filmzene                                                                                           | Sony Records                | "Silver Lining"                                                                    |
| 2000 | The Rockfords                                                        | The Rockfords                                                                                                  | Sony Records                | Mind                                                                               |
| 2000 | Pearl Jam                                                            | Binaural | Epic Records                | Mind, kivéve "Soon Forget"                                                         |
| 2000 | Stillwater                                                           | Majdnem híres filmzene                                                                                         | DreamWorks                  | "Fever Dog"                                                                        |
| 2000 | Pearl Jam                                                            | European Bootlegs                                                                                              | Epic Records                | Mind                                                                               |
| 2001 | Pearl Jam                                                            | North American Bootlegs Volume 1                                                                               | Epic                        | Mind                                                                               |
| 2001 | Pearl Jam                                                            | North American Bootlegs, Volume 2                                                                              | Epic Records                | Mind                                                                               |
| 2001 | Pearl Jam                                                            | Substitute: Songs from the Who                                                                                 | Edel Music                  | "The Kids Are Alright" (Live)                                                      |
| 2001 | Eddie Vedder és Mike McCready Neil Young-gal                         | America: A Tribute to Heroes                                                                                   | Interscope Records          | "Long Road" (Live)                                                                 |
| 2002 | The Wallflowers                                                      | Red Letter Days                                                                                                | Interscope Records          | Néhány                                                                             |
| 2002 | Pearl Jam                                                            | Riot Act | Epic                        | Mind, kivéve "Arc"                                                                 |
| 2003 | Pearl Jam                                                            | 2003 Bootlegs (Australia, Japan, and North America)                                                            | Epic                        | Mind                                                                               |
| 2003 | Mike McCready, Stone Gossard, Cole Peterson, és Chris Friel          | Live From Nowhere Near You                                                                                     | Funkhead Music              | "Powerless"                                                                        |
| 2003 | Pearl Jam                                                            | Lost Dogs | Epic                        | Mind, kivéve "Footsteps", "Dead Man", "Strangest Tribe", "Drifting", és "Bee Girl" |
| 2003 | Pearl Jam                                                            | Nagy Hal filmzene                                                                                              | Sony                        | "Man of the Hour"                                                                  |
| 2003 | The Rockfords                                                        | Live Seattle, WA 12/13/03                                                                                      | Kufala Recordings           | Mind                                                                               |
| 2004 | Pearl Jam                                                            | Hot Stove, Cool Music, Vol. 1                                                                                  | Fenway Recordings           | "Bu$hleaguer" (Live)                                                               |
| 2004 | Heart                                                                | Jupiter's Darling                                                                                              | Sovereign                   | "I'm Fine"                                                                         |
| 2004 | Pearl Jam                                                            | Riding Giants filmzene                                                                                         | Milan                       | "Go"                                                                               |
| 2004 | Pearl Jam                                                            | Live at Benaroya Hall                                                                                          | BMG                         | Mind                                                                               |
| 2004 | Pearl Jam                                                            | Songs and Artists that Inspired Fahrenheit 9/11                                                                | Epic/ Sony                  | "Masters of War" (Live)                                                            |
| 2004 | Pearl Jam                                                            | For the Lady                                                                                                   | Rhino Entertainment/ Warner | "Better Man" (Live)                                                                |
| 2004 | Pearl Jam                                                            | Rearviewmirror: Greatest Hits 1991-2003                                                                        | Epic                        | Mind, kivéve "Jeremy" és "I Got Id"                                                |
| 2005 | Screaming Trees                                                      | Ocean of Confusion: Songs of Screaming Trees 1989-1996                                                         | Epic                        | "Dying Days"                                                                       |
| 2006 | Pearl Jam                                                            | Pearl Jam | J Records                   | Mind, kivéve "Wasted Reprise"                                                      |
| 2006 | Pearl Jam                                                            | Live at Easy Street                                                                                            | J Records                   | Mind                                                                               |
| 2006 | Peter Frampton                                                       | Fingerprints                                                                                                   | A&M                         | "Black Hole Sun" és "Blowin' Smoke"                                                |
| 2007 | Pearl Jam                                                            | Surf's Up filmzene                                                                                             | Sony                        | "Big Wave"                                                                         |
| 2007 | Pearl Jam                                                            | Live at the Gorge 05/06                                                                                        | Monkey Wrench               | Mind                                                                               |